# Filthy
«Filthy» es una canción del cantautor estadounidense Justin Timberlake, incluida en su quinto álbum de estudio, Man of the Woods (2018). Fue escrita y producida en conjunto por Timberlake y los productores Timbaland y Danja, recibiendo apoyo adicional en la composición por parte de James Fauntleroy y Larrance Dopson. Fue lanzada el 5 de enero de 2018 como el primer sencillo de Man of the Woods por RCA Records

## Antecedentes y composición
El 3 de enero de 2018, Timberlake anunció el lanzamiento de su quinto álbum de estudio Man of the Woods (2018), y junto a ello, su sencillo líder, el cual se titularía «Filthy» y sería lanzado el 5 de ese mismo mes. La canción fue escrita en conjunto por Timberlake y los productores Timbaland y Danja, recibiendo apoyo adicional en la composición por parte de James Fauntleroy y Larrance Dopson. Se trata de una canción electro funk con elementos del R&B. Según la revista Billboard, también incorpora sonidos comunes del arena rock. A lo largo de la canción, Timberlake varía el ritmo del canto añadiendo tongue-in-cheek y spoken word en la letra. Asimismo, Jessica Biel, esposa del artista, narra algunas líneas.

## Comentarios de la crítica
En general, «Filthy» fue aclamada por la crítica especializada. El escritor Ben Beaumont-Thomas de The Guardian le dio una calificación perfecta de 5 estrellas, describiendo la canción como una «obra maestra funk creciente» y asegurando que el estribillo es la clara representación de Timberlake con un tono agudo que mezcla «lo dulce con lo fluido». Asimismo, Jon Caramanica de The New York Times afirmó que es «improvisación electro funk inimaginable pero astuta y efectiva. Es cíclica y bien ejecutada, como la música soul de los años 1970». Además, Lindsay Zoladz de The Ringer la comparó favorablemente con el tema «Fame» de David Bowie, asegurando que «Filthy» suena como «una versión mejorada del nuevo milenio».

## Vídeo musical
El 4 de enero de 2018, un día después de haber anunciado la canción, Timberlake compartió un adelanto del videoclip, que sería lanzado al día siguiente. El mismo estuvo dirigido por Mark Romanek y muestra a Timberlake como un inventor que presenta su nueva creación al mundo en la Pan-Asian Deep Learning Conference en Kuala Lumpur, Malasia, en el año 2028. Dicho invento es un robot con inteligencia artificial manipulado por Timberlake para imitar sus movimientos de baile. El robot fue creado completamente a base de imágenes generadas por computadora, con Timberlake y numerosos bailarines teniendo que recrear los diferentes pasos de baile a través de una pantalla verde. En julio de 2018, este video fue nominado a un premio MTV Video Music Award en la categoría Mejor coreografía.

## Semanales
| Alemania          | German Singles Chart         | 42 |
| Australia         | Australian Singles Chart     | 27 |
| Austria           | Ö3 Austria Top 40            | 42 |
| Bélgica (Flandes) | Ultratop 50                  | 17 |
| Bélgica (Valonia) | Ultratop 40                  | 50 |
| Canadá            | Canadian Hot 100             | 5  |
| Dinamarca         | Danish Singles Chart         | 24 |
| Escocia           | Scottish Singles Chart       | 8  |
| Estados Unidos    | Billboard Hot 100            | 9  |
| Estados Unidos    | Digital Songs                | 3  |
| Estados Unidos    | Radio Songs                  | 25 |
| Estados Unidos    | Streaming Songs              | 26 |
| Estados Unidos    | Pop Songs                    | 16 |
| Estados Unidos    | Adult Pop Songs              | 19 |
| Estados Unidos    | Rhythmic                     | 23 |
| Hungría           | Single (Track) Top 10        | 11 |
| Hungría           | Stream Top 40                | 19 |
| Irlanda           | Irish Singles Chart          | 22 |
| Italia            | Italian Top Digital Download | 55 |
| Noruega           | VG-lista                     | 39 |
| Nueva Zelanda     | NZ Top 40 Singles Chart      | 42 |
| Países Bajos      | Single Top 100               | 53 |
| Reino Unido       | UK Singles Chart             | 15 |
| Suecia            | Swedish Singles Chart        | 37 |
| Suiza             | Swiss Singles Chart          | 34 |

## Certificaciones
| País      | Organismo certificador | Certificación | Ventas certificadas | Ref.   |
| --------- | ---------------------- | ------------- | ------------------- | ------ |
| Australia | ARIA                   | Oro           | 35 000              | [ 29 ] |
| Canadá    | CRIA                   | Platino       | 80 000              | [ 30 ] |
| Polonia   | ZPAV                   | Oro           | 10 000              | [ 31 ] |